# René Ambroise Maréchal
René Ambroise Maréchal (París, 1818- Roma, 1847), fue un escultor francés, fallecido a los 29 años, mientras disfrutando del Premio de Roma que obtuvo en 1843.

## Datos biográficos
René Ambroise Maréchal nació en París el 1 de febrero de 1818. Fue admitido en la Escuela de Bellas Artes de París , donde fue alumno de los académicos Ramey y Dumont.
En el año 1842, participó en el prestigioso Premio de Roma, con la obra titulada Dioméde enlevant Palladium; obteniendo una segunda posición en el concurso, por detrás de Pierre Louis Cavelier (1º) , empatado con Mathurin Moreau (2º) y por delante de Noel Jules Girard.
Al año siguiente , 1843 , volvió a presentarse a la competición de escultura, obteniendo el Primer Premio de Roma a los 25 años y medio. La obra presentada fue un bajorrelieve en yeso, con el título Muerte de Epaminondas, en francés: Mort d'Epaminondas.
Gracias al premio , pudo continuar desde 1843 sus estudios en la Academia de Francia en Roma.
Durante su estancia en Villa Médicis ejecutó en el año 1844 una copia de la célebre Venus del Capitolio , tallada en un bloque de mármol de poca calidad.
Durante el año 1846 trabajó en dos piezas, un bajorrelieve y una cabeza de estudio. El bajorrelieve inspirado en la tragedia de Sófocles se tituló el reconocimiento de Electra y Orestes (en francés: la reconnaissance d' Electre et d' Oreste
En su tercer año de estancia en la academia, realizó la escultura en yeso de un cazador. También un busto en mármol titulado Roma, llamado también Alegoría de la Roma moderna·
Falleció en Roma, en el año 1847, a los 29 años. En la Sesión de juntas de la Academia en París del 30 de octubre , fue anunciada su dolorosa muerte con la lectura de una carta enviada el 12 de octubre por Jean Alaux, director de la Escuela de Roma.

## Obras
Entre las mejores y más conocidas obras de René Ambroise Maréchal se incluyen las siguientes:
- Louise Fitzjames en el papel de la abadesa Helena durante el III acto de la opera Roberto el Diablo de Giacomo Meyerbeer , París 1841; estatuilla[11] Imagen

- Muerte de Epaminondas (del francés: Mort d'Epaminondas):

1843, yeso. Obra conservada en depósito de la École nationale supérieure des beaux-arts de París (PRS 31). La obra representa una escena histórica, propuesta por la Academia, con 8 figuras humanas, entre ellas la de Epaminondas tumbado sobre la piel de un león.
- Busto de Roma, conocida también como Alegoría de la Roma moderna (del francés: Allégorie de la Rome moderne),[9] 1847, mármol. Probablemente fue recibida en la escuela de Bellas Artes en agosto de 1847.[12] Conservada desde 1974 en el Departamento de las esculturas del Museo del Louvre,